# アーリオ・オーリオ・エ・ペペロンチーノ
アーリオ・オーリオ・エ・ペペロンチーノ（伊: Aglio, olio e peperoncino）は、イタリア料理の一種。日本ではパスタ料理として、ペペロンチーノの略称で広く知られている。 イタリア語で、アーリオ（aglio）はニンニク、オーリオ（olio）は油（特にオリーブ・オイル）、ペペロンチーノ（peperoncino）は唐辛子を意味する。また、イタリア語の「e」は接続詞で、日本語の「と」、英語の「and」と同義であり、「Pasta aglio, olio e peperoncino」は「ニンニクとオリーブオイルと唐辛子のパスタ」となる。

## 概要

### パスタ・アーリオ・エ・オーリオ
カンパニア州ナポリを起源とするシンプルでベーシックなパスタ料理であり、特にそのシンプルさゆえに「小さなナポリ料理」を意味するクッチーナ・ピッチーナ・パルテノペア（伊: cucina piccina partenopea）や「貧しい人々の食事」（伊： piatti poveri）というサブ・カテゴリーに分類される一品である。なおパルテノペはナポリの古名で、パルテノペアで女性形形容詞の「ナポリの」を意味する。
パスタは主にスパゲッティ、ヴェルミチェッリかリングイーネが使われ、塩茹でしたヴェルミチェッリを弱火で焦がさないようにオリーブ・オイルで黄金色に炒めた薄切りニンニクで和えたものをヴェルミチェッリ・アーリオ・エ・オーリオ（伊： vermicellii aglio e olio）と呼ぶ。

### スパゲッティ・アーリオ・オーリオ・エ・ペペロンチーノ
スパゲッティで作られたものに唐辛子を加えたものをスパゲッティ・アーリオ・オーリオ・エ・ペペロンチーノ（伊: Spaghetti aglio, olio e peperoncino）と呼び、こちらはラツィオ州のローマの料理とされる。
アーリオ・オーリオは、イタリアでは主に家庭での軽食や夜食として食べられることが多い。

## 日本の食文化への順応
日本には唐辛子が入ったレシピが最初に紹介されたため、「ペペロンチーノ」と呼ばれるようになったが、諸外国ではアーリオ・エ・オーリオのバリエーションのひとつとして捉えられているため、この略称は通用しない。
日本人として初めてイタリアへ料理留学した𠮷川敏明が「アーリオ・オーリオ・エ・ペペロンチーノ」だと覚えにくいと考えたため、「ディスペラート」（絶望の）と紹介した。

## 典型となる材料の例
ソースはニンニク、オリーブ・オイル、唐辛子のみ。これに多めの塩を加えてパスタを茹でた湯を加えることで、オリーブオイルの乳化を促してパスタと絡みやすくする。またこれにより、塩気と小麦粉の旨味を補う。

### 関連書籍
『一流シェフが手ほどきする パスタ&ピッツァ』世界文化社〈別冊家庭画報〉。ISBN 4-418-97101-7。
アーリオ・オーリオ・ペペロンチーノのレシピが9人のシェフによって9通り紹介されている。
『アーリオ オーリオのつくり方 明日も食べたいパスタ読本』集英社〈集英社文庫〉。ISBN 4-08-747046-6。
イタリア料理店のオーナーシェフが、アーリオ・オーリオ・ペペロンチーノについて語ったエッセー集。レシピも幾つか紹介されている。